# Stępin
Stępin (niem. Stampen) – wieś w Polsce położona w województwie dolnośląskim, w powiecie wrocławskim, w gminie Długołęka.

## Podział administracyjny

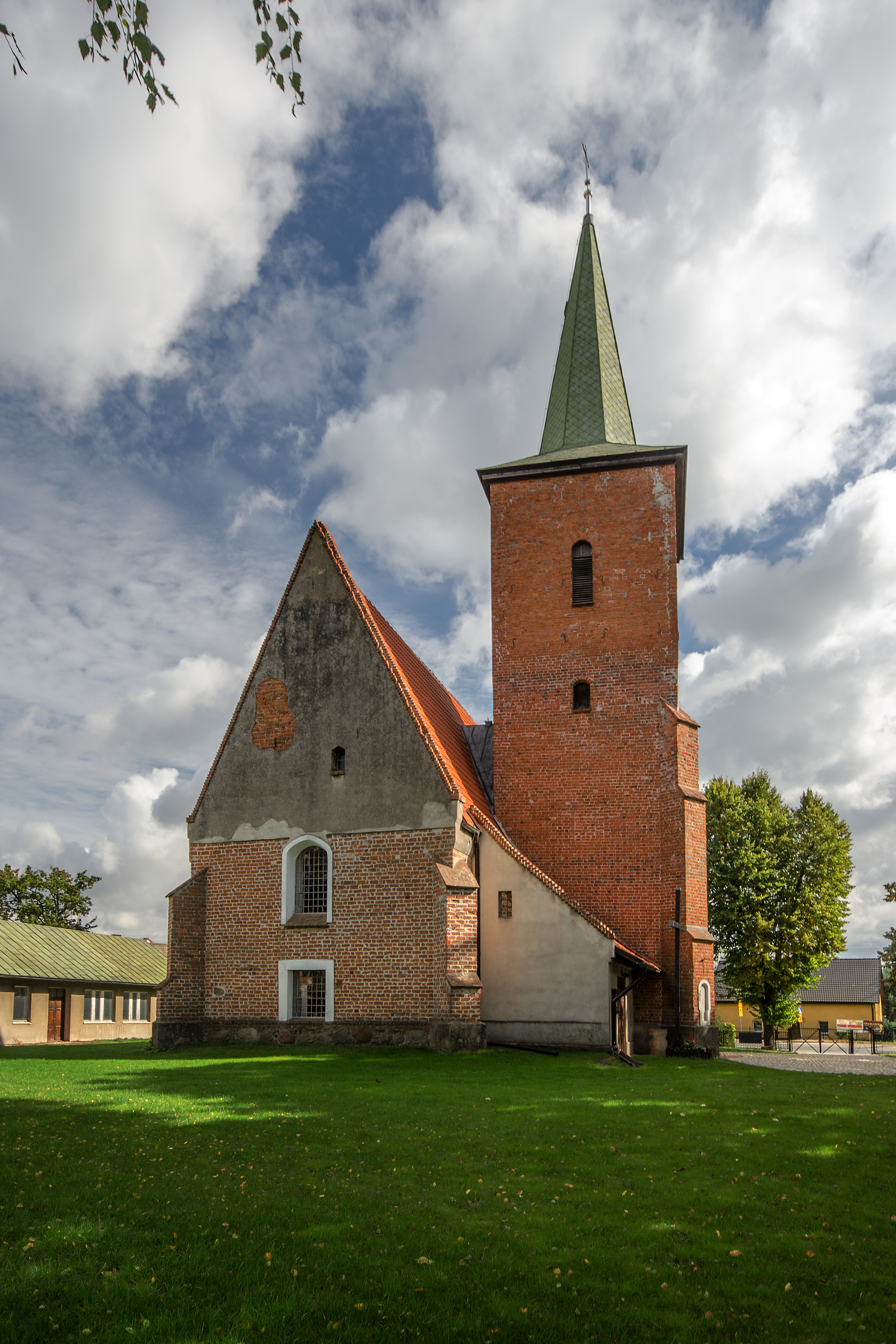
Kościół Narodzenia Najświętszej Marii Panny

W latach 1975–1998 miejscowość administracyjnie należała do województwa wrocławskiego.

## Zabytki
Do wojewódzkiego rejestru zabytków wpisany jest:
- kościół filialny pw. Narodzenia Najświętszej Marii Panny, z XV w., przełom XIX/XX w.